# Марк Клувий Руф
Марк Клу́вий Руф (лат. Marcus Cluvius Rufus; умер вскоре после 68 года, Рим, Римская империя) — государственный и политический деятель эпохи ранней Римской империи, занимавший должность консула-суффекта. Историк.

## Биография
Марк принадлежал к плебейскому роду Клувиев, происходившему из Кампании. О его родителях сохранилось мало сведений. В Риме стал приближённым экстравагантного императора Калигулы, однако в начале 41 года входил в число заговорщиков против него. Тем не менее, Клувию удалось сохранить своё гражданское положение и при дяде Калигулы, Клавдии. По разным версиям, в 45 или 65 году Клувия назначили консулом-суффектом. При императоре Нероне Руф вошёл в окружение приближённых принцепса: впоследствии он стал глашатаем Нерона во время театральных и спортивных состязаний. С началом гражданской войны 68—69 годов Марк был назначен наместником провинции Ближняя Испания. На этой должности пережил смену нескольких императоров. Вскоре после возвращения в Рим Клувий Руф умер.

## Творчество
Историческое произведение Клувия Руфа охватывает события, современником которых был непосредственно автор. В нём изложена история со времён императора Калигулы до начала правления Веспасиана. Исторический труд Руфа не сохранился. Впрочем, им пользовались при написании своих трудов: Светоний, Тацит, Плутарх, Дион Кассий, Иосиф Флавий.